# 一团坚冰
《一团坚冰》是中国东北青年作家杨知寒的一部中短篇小说集，包括九篇故事。2022年由译林出版社初版。该书曾被称为小说版的《漠河舞厅》，并于2023年10月获得宝珀理想国文学奖。
小说集包含九篇小说，有批评者认为九篇小说包含内在联系，故事发生地点在东北边陲小城，核心人物多为贫困落魄的边缘人，却有人性的坚强。书中包含暴力元素，但点到即止。叙事运用以男性视角叙述，且书中重复使用 “李芜” 这一名字，暗示人物普通身世与独特个性。

## 内容
第一篇小说《连环收缴》写燕来臣是一个好色的男人，他出轨被老婆迟桂香发现后暴打了老婆。迟桂香后来变得逆来顺受，给他诞下燕好、燕凤一对子女。燕来臣1982年因打人入狱，这一对儿女便常常由迟桂香的三哥迟敏照顾。迟敏是一个日本女人的儿子，是迟桂香、迟桂生（后来去海滨城市兴城生活）姐弟母亲的养子，住在厂区家属区，多年来养母一直由他奉养。他和妻子刘岚一直不睦，虽然家里事一直由刘操持。1988年，燕来臣已出狱，他给迟敏出主意让迟下药谋杀妻子，刘岚、迟敏的女儿迟玉也成为他觊觎的对象。一次迟桂生一家来访，桂生的女儿迟淑华被燕来臣奸污。迟敏心中产生了对燕来臣的仇恨，赶在警察抓捕燕来臣之前将其用借来的猎枪枪杀在自己家里。从此，迟桂香家就和迟敏家结下仇怨，而刘岚颇费周折的让迟敏未受制裁。迟玉后来曾挖开燕来臣的坟墓，想对尸体泄愤却未找到，只踢走两枚陪葬的硬币。后来迟桂香过世燕好迁移父亲的坟墓以便与母亲合葬时，发现少了两枚硬币。相传如果不移走当年埋入的全部硬币，家里就会死人。燕凤后来有了一段不幸的婚姻，死于癌症。到了2017年，做夜车司机的燕好也到了癌症晚期，他已是燕家户口上最后一个人物。
第三篇《瑞贝卡》写“我”的中学同学李小瑞（别名“瑞贝卡”）和她妈妈刘芳丽长期推销安利产品，也经常向熟人借钱不还。瑞贝卡因此被小学同学、中学同学的微信群踢出。吕眉是瑞贝卡的好姐妹，曾对其进行过最初的性启蒙，瑞吕二人在金约翰酒吧见到了吕的新男友、看上去六十来岁的吴强，吕眉还向瑞介绍了二十出头、表面上内敛的张元。四人后来常在一起搓麻将，张瑞二人成了一对。但是有一天张元睡了吕眉，后来张吕二人不知去向。发现自己戴了绿帽的老吴找到瑞贝卡，同病相怜的两人发生了关系。后来瑞贝卡得了抑郁症，从七楼跳了下去。刘芳丽后来找“我”探讨女儿自杀的原因。刘离婚之后，便经常换男人，近来找了一个小两岁的男人，决定余生要跟他过下去。母女二人吵过架，最终大打出手。原来，瑞贝卡当时看了母亲的手机，那个新男友正是老吴。
第四篇《水漫蓝桥》写“我”（杨义）离异十多年，在蓝桥饭店当厨子，老板娘刚踹掉老板独自接手了这个店。一个化子打扮的四十多岁中年人刘文臣老来光顾，喜欢点酥黄菜、雪衣豆沙这两道难做的菜。原来他是在这里等他的旧日相好——他们以前是唱二人转的。《水漫蓝桥》是他们当年常唱的戏，他演魏奎元，她演蓝瑞莲。后来二人闹别扭，她嫁给一个工程师，过得不好，再后来她和刘断了联系。刘文臣常在饭店里独自唱戏，作为召唤老相好的信号，有一次还因此被其他的食客给揍了。老板娘常邀“我”去家里做饭。“我”帮她留住了谈恋爱准备离开饭店的伙计小军，并和老板娘成为了爱人。
第七篇《出徒》写母亲身为一个跛子，善于做糖葫芦，“我”在小学时候一到寒假便要帮她去卖。爷爷、三叔一家和“我”家一直不睦，三年前三叔和父亲还曾打了一架。三叔的儿子小华有一次来到“我”的摊位，把“我”的糖葫芦全扒到地上。“我”威胁要打他，让他受了惊吓。三叔一直想报复，有一次尽管有母亲朋友彪青的报信，“我”还是和三叔遭遇，被踢中卵蛋，侥幸没有被废掉。后来“我”娶了城里媳妇，和三叔家也和解了。
第九篇《一团坚冰》写“我”在一家黑网吧——星域网络世界当网管，外甥赵小涛念五年级，父母南下打工，平时就归我照看。“我”经常把最僻静的那个座位留给他，他善于射击游戏，网名“冰城杀手”。一个外表冷漠的女人李芜一次深夜光顾了网吧，后来成了常客，“我”在家长会上得知她就是赵小涛的班主任。通过她的浏览记录，“我”发现她搜索过一个问题：如果时间停摆，只有你的继续，你要怎么办？这是赵小涛作文里的想象，原来她一直关注着小涛。“我”开始迷上了李老师，在小涛的作文本上写下了许多对于她的性幻想。李后来告诉“我”小涛对于宇宙、人类的各种奇思妙想。“我”烧掉了小涛的《宇宙奥秘初解》丛书。李老师后来把“我”叫到办公室，她发现了“我”写在作文本上那些话，“我”被那里的一个男人打了一顿。而小涛由于逃学，被迫办理转学。

## 分析
《一团坚冰》中的九个故事有着某种相似的精神特征。暴力在这些故事中特别常见，但都是点到为止。故事的核心人物常常都是贫困、落魄的边缘人，却能在特殊时刻爆发出人性的坚强。作者自己说，“在成年之后你会发现你非常喜欢他们身上的东西，那种‘乐感’，那种天真的乐观主义，就是希望，就是火种”。书中的所有故事都是以男性视角叙述，雪樱认为，这是作者有意为之，是为了传递一种平等与悲悯之心。
这些故事的发生地是一个东北边陲小城，作者没有采用抒情式风景描写，而是简单直白。比如《瑞贝卡》中，作者形容“整片平原宛如一个活人”。故乡冰冷而空洞，以致于“我”只能选择逃离。《一团坚冰》中，主人公以幻想逃避现实，“假如时间不停，我会是颗卑微的星球，永远在寻找母星的轨道上”，这个幻想中包含着“寒世”这个意向，一方面与人物所处的冰冷的自然环境相呼应，另一方面又写出了人情的冷漠。作者最终得出结论，“不是人人都走得出去”。
《一团坚冰》一篇中，女班主任被命名为李芜，这个名字在她的其他一些小说中也有出现。作者称这是为了给人物一个大众的姓和小众的名，暗示她身世普通却极具个性。镜子这个意向也是作者的偏爱，比如《连环收缴》燕好通过后视镜看到自己憔悴的眼睛和妹妹燕凤脸上的色斑，镜中世界融合了作者的想象力。小说的结构中也常常引入了镜像结构，比如《瑞贝卡》中“我”和小瑞的母女关系。